# Зофювка (Ліпський повіт)
Зофювка (пол. Zofiówka) — село в Польщі, у гміні Ліпсько Ліпського повіту Мазовецького воєводства.
Населення — 147 осіб (2011).
У 1975—1998 роках село належало до Радомського воєводства.

## Демографія
Демографічна структура станом на 31 березня 2011 року:
|          | Загалом | Допрацездатний вік | Працездатний вік | Постпрацездатний вік |
| -------- | ------- | ------------------ | ---------------- | -------------------- |
| Чоловіки | 76      | 17                 | 55               | 4                    |
| Жінки    | 71      | 16                 | 42               | 13                   |
| Разом    | 147     | 33                 | 97               | 17                   |